# Kabinet-Bierlein
Het kabinet–Bierlein was de regering van de Bondsrepubliek Oostenrijk van 3 juni 2019 tot 7 januari 2020. Het kabinet werd gevormd door onafhankelijken technocraten na het aftreden van bondskanselier Sebastian Kurz (ÖVP) waarna de president van het Constitutionele Hof Brigitte Bierlein door bondspresident Alexander Van der Bellen werd benoemd als interim bondskanselier met als belangrijkste taak om de vervroegde verkiezingen te organiseren.

## Kabinet–Bierlein (2019–2020)
| Ambtsbekleder                                              | Ambtsbekleder          | Ambtsbekleder                  | Functie(s)                                      | Ambtstermijn | Ambtstermijn    | Partij(en) |
| ---------------------------------------------------------- | ---------------------- | ------------------------------ | ----------------------------------------------- | ------------ | --------------- | ---------- |
|                                                            | Brigitte Bierlein      | Brigitte Bierlein (1949)       | Bondskanselier                                  | 3 juni 2019  | 7 januari 2020  | O          |
|                                                            | Clemens Jabloner       | Clemens Jabloner (1948)        | Vicekanselier                                   | 3 juni 2019  | 1 oktober 2019  | O          |
| Minister van Justitie                                      | Clemens Jabloner       | Clemens Jabloner (1948)        | 7 januari 2020                                  | 3 juni 2019  |                 | O          |
|                                                            | Wolfgang Peschorn      | Wolfgang Peschorn (1965)       | Minister van Binnenlandse Zaken                 | 3 juni 2019  | 7 januari 2020  | O          |
|                                                            | Alexander Schallenberg | Alexander Schallenberg (1969)  | Minister van Buitenlandse Zaken                 | 3 juni 2019  | 11 oktober 2021 | O          |
| Minister voor Immigratie en Integratie                     | Alexander Schallenberg | Alexander Schallenberg (1969)  | 7 januari 2020                                  | 3 juni 2019  |                 | O          |
|                                                            | Eduard Müller          | Eduard Müller (1962)           | Minister van Financiën                          | 3 juni 2019  | 7 januari 2020  | O          |
| Minister van Administratieve Zaken, Kunst Cultuur en Sport | Eduard Müller          | Eduard Müller (1962)           |                                                 | 3 juni 2019  | 7 januari 2020  | O          |
|                                                            | Elisabeth Udolf-Strobl | Elisabeth Udolf- Strobl (1956) | Minister van Economische Zaken                  | 3 juni 2019  | 7 januari 2020  | O          |
|                                                            | Thomas Starlinger      | Thomas Starlinger (1963)       | Minister van Defensie                           | 3 juni 2019  | 7 januari 2020  | O          |
|                                                            | Brigitte Zarfl         | Brigitte Zarfl (1962)          | Minister van Sociale Zaken en Volksgezondheid   | 3 juni 2019  | 7 januari 2020  | O          |
| Minister van Arbeid                                        | Brigitte Zarfl         | Brigitte Zarfl (1962)          |                                                 | 3 juni 2019  | 7 januari 2020  | O          |
|                                                            | Iris Rauskala          | Iris Rauskala (1978)           | Minister van Onderwijs                          | 3 juni 2019  | 7 januari 2020  | O          |
|                                                            | Andreas Reichhardt     | Andreas Reichhardt (1968)      | Minister van Transport en Technologie           | 3 juni 2019  | 7 januari 2020  | O          |
|                                                            | Maria Patek            | Maria Patek (1958)             | Minister van Landbouw                           | 3 juni 2019  | 7 januari 2020  | O          |
|                                                            | Ines Stilling          | Ines Stilling (1976)           | Minister voor Jeugd, Gezin, Gelijkheid en Media | 3 juni 2019  | 7 januari 2020  | O          |

Renner · Figl I · Figl II · Figl III · Raab I · Raab II · Raab III · Raab IV · Gorbach I · Gorbach II · Klaus I · Klaus II · Kreisky I · Kreisky II · Kreisky III · Kreisky IV · Sinowatz · Vranitzky I · Vranitzky I · Vranitzky III · Vranitzky IV · Vranitzky V · Klima · Schüssel I · Schüssel II · Gusenbauer · Faymann I · Faymann II · Kern · Kurz I · Bierlein · Kurz II · Schallenberg · Nehammer · Stocker